# Nordviggsjön
Nordviggsjön är en sjö i Torsby kommun i Värmland och ingår i Göta älvs huvudavrinningsområde. Sjön är 8 meter djup, har en yta på 0,979 kvadratkilometer och befinner sig 362,2 meter över havet. Sjön avvattnas av vattendraget Viggan. Vid provfiske har abborre och gädda fångats i sjön.

## Delavrinningsområde
Nordviggsjön ingår i det delavrinningsområde (671031-132964) som SMHI kallar för Utloppet av Nordviggsjön. Medelhöjden är 441 meter över havet och ytan är 32,8 kvadratkilometer. Det finns inga avrinningsområden uppströms utan avrinningsområdet är högsta punkten. Viggan som avvattnar avrinningsområdet har biflödesordning 4, vilket innebär att vattnet flödar genom totalt 4 vattendrag innan det når havet efter 403 kilometer. Avrinningsområdet består mestadels av skog (85 procent). Avrinningsområdet har 1,23 kvadratkilometer vattenytor vilket ger det en sjöprocent på 3,8 procent.